# 비자치구

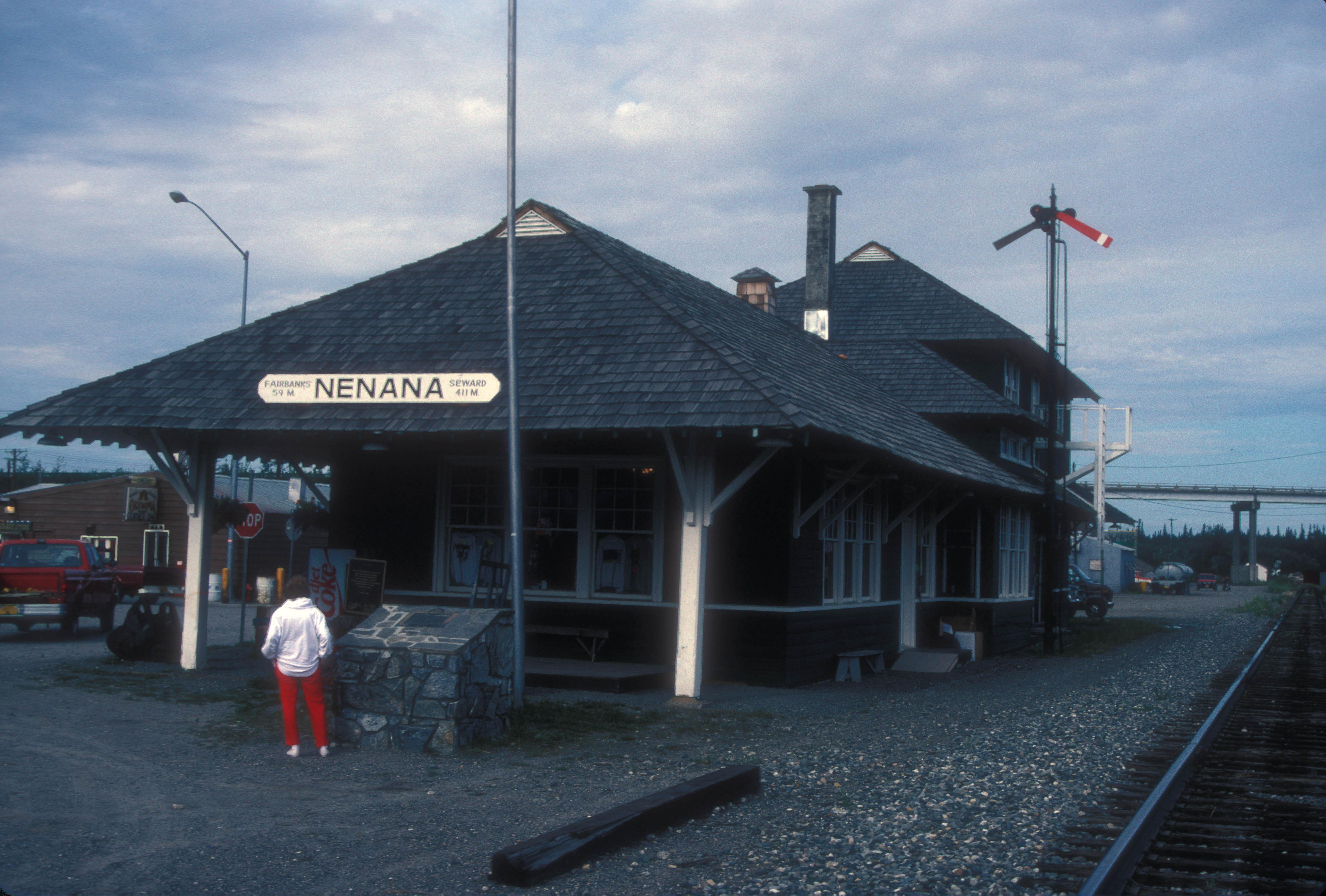

비자치군 또는 비자치 버러(Unorganized Borough)는 미국 알래스카주에 위치한 군이다.

## 인구조사구
- 알류션웨스트 인구조사구(Aleutians West Census Area)
- 베설 인구조사구(Bethel Census Area)
- 추가치 인구조사구(Chugach Census Area): 2019년 1월 2일 전까지 밸디즈코도바 인구조사구(Valdez–Cordova Census Area)의 일부였음
- 코퍼리버 인구조사구(Copper River Census Area): 2019년 1월 2일 전까지 밸디즈코도바 인구조사구(Valdez–Cordova Census Area)의 일부였음
- 딜링햄 인구조사구(Dillingham Census Area)
- 후나앵군 인구조사구(Hoonah–Angoon Census Area)
- 쿠실백 인구조사구(Kusilvak Census Area)
- 놈 인구조사구(Nome Census Area)
- 프린스오브웨일스하이더 인구조사구(Prince of Wales–Hyder Census Area)
- 사우스이스트페어뱅크스 인구조사구(Southeast Fairbanks Census Area)
- 유콘코육쿡 인구조사구(Yukon–Koyukuk Census Area)